# Edmund Trachta

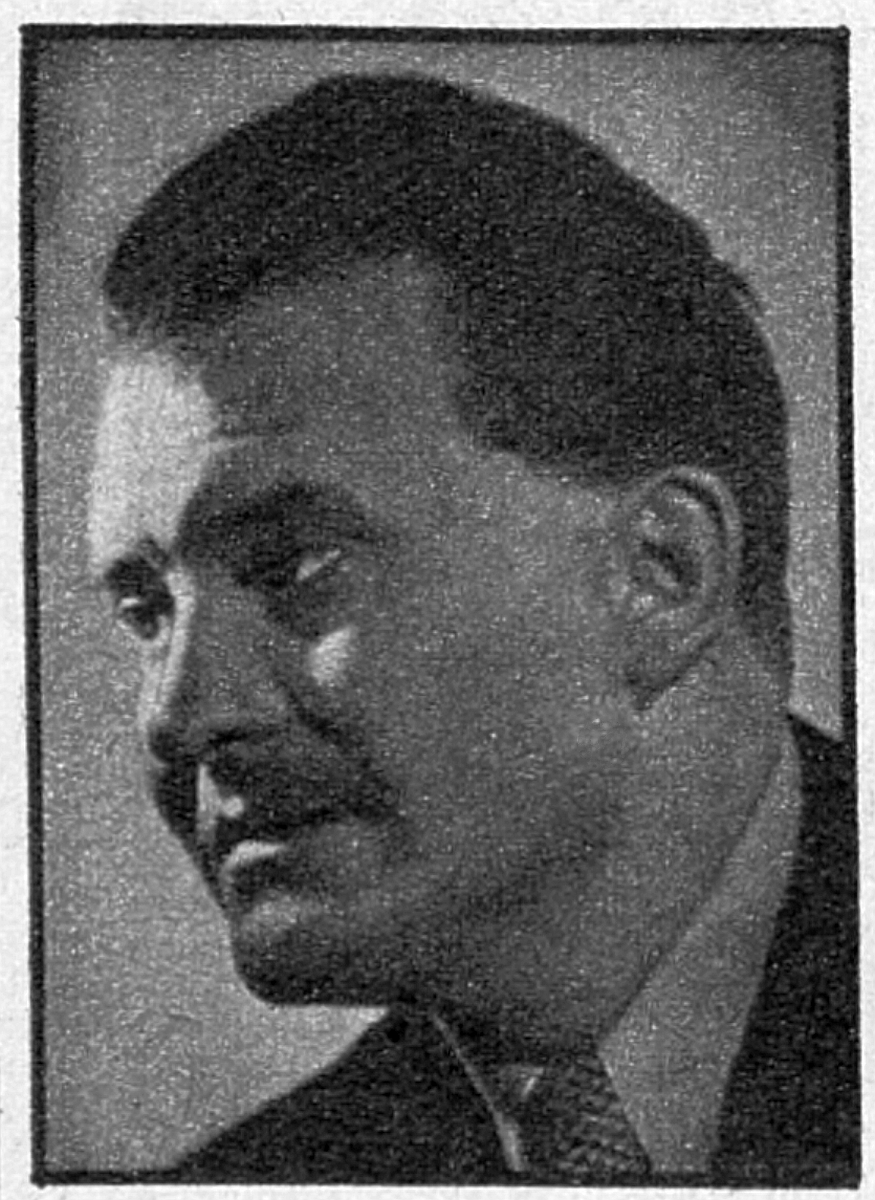
Edmund Trachta před rokem 1945

Edmund Trachta, někdy uváděn též jako Edmond Trachta, (4. ledna 1902 Žižkov – 2. května 1945 Malá pevnost Terezín) byl český prvorepublikový filmový herec, strakonický zubní technik (dentista) a významný účastník protifašistického odboje.

## Život
Edmund Trachta (celým rodným jménem Edmund Vilém Alois Trachta) se narodil 4. ledna 1902 na Žižkově do rodiny berního ředitele Viléma Trachty a Anny Trachtové, rozené Havlíčkové z Podbaby. Při pobytu v Paříži (nejspíše ještě před rokem 1927, kdy začal hrát ve filmech) získal Trachta dentistické zkušenosti a ty si ještě prohloubil odbornou průpravu nezbytnou pro vykonávání profese zubního technika. V roce 1931 se Edmund Trachta oženil s Marií Krátkou z Kamenice nad Lipou a z jejich manželství vzešla dcera Edita. Ve Strakonicích, kam se rodina Trachtových přestěhovala, si na náměstí v domě číslo popisné 322 otevřel soukromou ordinaci, jak o tom informoval velký výrazný bílý nápis TRACHTA umístěný na domě.

### Působení ve filmu
Pražský kat
Jeho urostlá atletická postava (byl členem Sokola) byla nejspíše důvodem, proč jej v roce 1927 oslovil režisér Rudolf Měšťák (1878–1946), který připravoval filmovou adaptaci románu Josefa Svátka o katu Janu Mydlářovi. Historický (ještě němý) černobílý film se jmenoval Pražský kat, natáčel se v exteriérech hradu Zvíkova a čerpal ze života známého staroměstského mistra popravčího. Film produkovala společnost Republicfilm, titulní roli kata Mydláře hrál zápasník Gustav Frištenský a roli jeho syna Jana Václava Mydláře ztvárnil tehdy pětadvacetiletý Edmund Trachta.
Pohorská vesnice
Režisér Miroslav Josef Krňanský v roce 1928 obsadil Edmunda Trachtu do vedlejší postavy Petra (Pavlova kamaráda) ve filmové adaptaci románu Boženy Němcové Pohorská vesnice. Film Pohorská vesnice byl černobílý, natáčel se podle scénáře Václava Wassermana v několika exteriérových lokacích (Krkonoše, Šumava, Sázava a také Křivoklátsko) a byl původně též němý. Opětovně byl uveden, v již ozvučené verzi, v roce 1933.
Jinak otcové – jinak děti
V osvětovém filmu společnosti Propagafilm Jinak otcové – jinak děti ztvárnil Edmund Trachta postavu Toníka Votruby. Snímek z roku 1928/1929 se natáčel v Praze (v oblasti Hradčan) a pojednával o lásce dívky Mařenky k chlapci Jeníkovi. V cestě jejich štěstí ale stála Mařenčina matka, která chtěla svoji dceru provdat za selského synka Toníka Votrubu.
Dítě periferie
V melodramatu Dítě periferie (režie Václav Kubásek) z roku 1929 ztvárnil Edmund Trachta roli kováře Ondřeje Loukoty.
Boží mlýny
V roce 1929 se tehdy sedmadvacetiletý Edmund Trachta objevil v roli mladého sedláka Podestáta ve filmovém zpracování vesnického dramatu od spisovatele Jana Vrby s názvem Boží mlýny, který se natáčel v oblasti Chodska. Roli jednoho ze sousedů (konkrétně postavu kováře Drastila) v tomto filmu ztvárnil opět zápasník Gustav Frištenský. Pro Frištenského i pro Trachtu to byly poslední filmové role.

### Odbojové aktivity

#### Přesvědčení k odboji
Během 30. let 20. století se též živě zajímal o politické dění a své levicové smýšlení nikterak netajil. V této době se Trachta stal členem přítel SSSR. Byl tajným členem KSČ už za první republiky a tuto stranu mimo jiné i finančně podporoval. Mnichovskou dohodu (30. září 1938) a její důsledky pro Československo nesl velmi těžce a rovněž německá okupace spojená s vyhlášením Protektorátu Čechy a Morava (16. března 1939) jej naplňovala „činorodým odporem“. V době protektorátní se zapojil do odboje (a to i do partyzánského odboje).

#### Začátky v odboji
Již od dubna 1939 se stal spolupracovníkem prvního ilegálního okresního vedení KSČ ve Strakonicích. Zásahem klatovského gestapa byla tato organizace sice na jaře 1941 rozbita, ale Edmund Trachta zatčení unikl a v roce 1942 navázal kontakt s vedením KSČ pro jižní Čechy (na Táborsku u Borotína). Tuto spolupráci se stranickým centrem jižních Čech udržel po celý rok. V roce 1940 organizoval Edmund Trachta skupinu lidí, kteří chtěli vstoupit do československé zahraniční armády. Díky svým ilegálním kontaktům na zaměstnance strakonické továrny Fezko se akce zdařila a Trachta těmto lidem umožnil průjezd před Maďarsko na Balkán. Postupem doby se Trachta stal vedoucím představitelem levicové odbojové organizace (revoluční skupiny) Předvoj s kontakty na západočeskou ilegální skupinu Prokop Holý, operující na Příbramsku.

#### Dispozice pro odboj
Svým vzhledem působil Trachta jako úspěšný mladý muž sportovního typu. Kromě hraní ve filmu se Edmund Trachta rád věnoval řízení automobilu a dokonce i pilotování aeroplánu (měl pilotní licenci). Nejspíše díky pobytu v Paříži patřil Trachta k lidem "co znali svět". Měl spoustu známých nejen ve Strakonicích, ale i v okolních městech a též v Praze, odkud pocházel.
Pro ilegální organizaci Předvoj byl Edmund Trachta velice cennou osobou, což bylo dáno hlavně tím, že se jednalo o člověka velkého stylu, plného energie a překvapivých nápadů. Požíval jisté blahovolné schovívavosti gestapa v Klatovech a to mu dodávalo odvahu k odbojovým aktivitám. Hlavními přednostmi jeho osobnosti byla agilita, excelentní schopnost vyjednávání a psychologický vhled a vcítění do lidí kolem něj, takže si dokázal najít ke každému „vhodnou cestičku“. Neudivili jej ani neobvyklé potřeby odboje (sehnat cyklostyl, několik stovek kilogramů papíru, ilegální vysílačku, apod.), které obratem začal řešit nenápadným sondováním desítek lidí ze svého „portfolia“. Většinou se nakonec propracoval k těm, kteří měli třebas jen něco z toho, co potřeboval. Pokud bylo třeba vyrovnat účet penězi, zaplatil a pokud peníze nestačily, byl schopen opatřit sádlo, maso, nebo v protektorátu zcela nedostatkové produkty jako rýži, pravou kávu nebo kakao. Za dynamit nebo elektronky do vysílačky byl schopen platit zlatem, bylo-li třeba. Například v Praze, kde byl extrémní nedostatek bytů, dokázal Trachta najít volnou místnost, která pak sloužila Předvoji k mnoha konspirativním účelům.
Trachta poskytoval odboji i psychologické krytí tím, že si pečlivě budoval pověst a image bonvivána. Veřejné mínění ve Strakonicích totiž považovalo Trachtu za kolaboranta a ve městě neměl dobrou pověst. To bylo dáno zejména tím, že udržoval čilé kontakty s místní nacistickou honorací, pro jejíž členy byl schopen např. ve své ordinaci pořádat večírky. Jeho zubní ordinaci navštěvovala nejen místní honorace a němečtí úředníci, ale příslušníci gestapa sem chodili na návštěvy dokonce i tehdy, když nepotřebovali žádný zubolékařský zákrok. Přitom se od Trachty nikdy nic podstatného nedozvěděli, ale naopak on od nich většinou získal mimoděk mnoho zajímavých a důležitých informací. Trachta byl dobře zapsán i na klatovském gestapu, kde jej považovali za „honorárního“ spolupracovníka tajné policie nacistického Německa Sicherheitsdienstu, člena bezpečností služby NSDAP nebo českého aktivistu.

#### Předvoja jeho aktivity
Záhy se organizace Předvoj rozrostla a plánovitě navazovala spolupráci s malými roztříštěnými odbojovými skupinami na celém území Protektorátu. Hlavní činností této ilegální skupiny (sdružující vesměs české komunisty) bylo vydávání (výroba) a distribuce vlastního (samizdatového) stejnojmenného instrukčního měsíčníku pro členy – časopisu Předvoj, jehož první číslo, vytištěné v jedné chatě nedaleko Chocně, vyšlo v březnu 1944. Redakce a technické zázemí byly svěřeny Jiřímu Staňkovi, kolportáž Jaromíru Mrkosovi. Problémy byly především s „technickým zázemím“ – získáváním materiálu, od cyklostylu po papír. Hodně pomohl Edmund Trachta, který mnoho potřebných věcí opatřil a také sám převážel vytištěná čísla vlakem po celém území protektorátu. Odbojáři dosáhli vysokého stupně konspirace tím, že striktně oddělili osoby a místo redakce a tisku Předvoje od distribuce jednotlivých jeho výtisků. Šíření (kolportace) časopisu bylo trojstupňové a přísně zakonspirované. Edmund Trachta byl jedním z nejstarších členů vedení ilegální organizace Předvoj, který práci v odboji obětoval všechny své síly, majetek, a nakonec i život. Trachta byl velkou posilou Předvoje především v navazování kontaktů, při zajišťování finančních prostředků, při shánění potřebného materiálu a vybavení ilegálních tiskáren (byl schopen doslova „vykouzlit“ například cyklostyl, vysílačku, dynamit ale i zbraně). Pro odbojovou činnost v poměrně rozsáhlé ilegální síti získal v průběhu doby Edmund Trachta několik významných osob. Členové Předvoje měli spojení s odbojáři ze zbrojovky ve Strakonicích a pro potřeby ilegalistů si Trachta dokonce pronajal v Praze v Ječné ulici v činžovním domě (konspirační) byt.

#### Pozornost gestapa

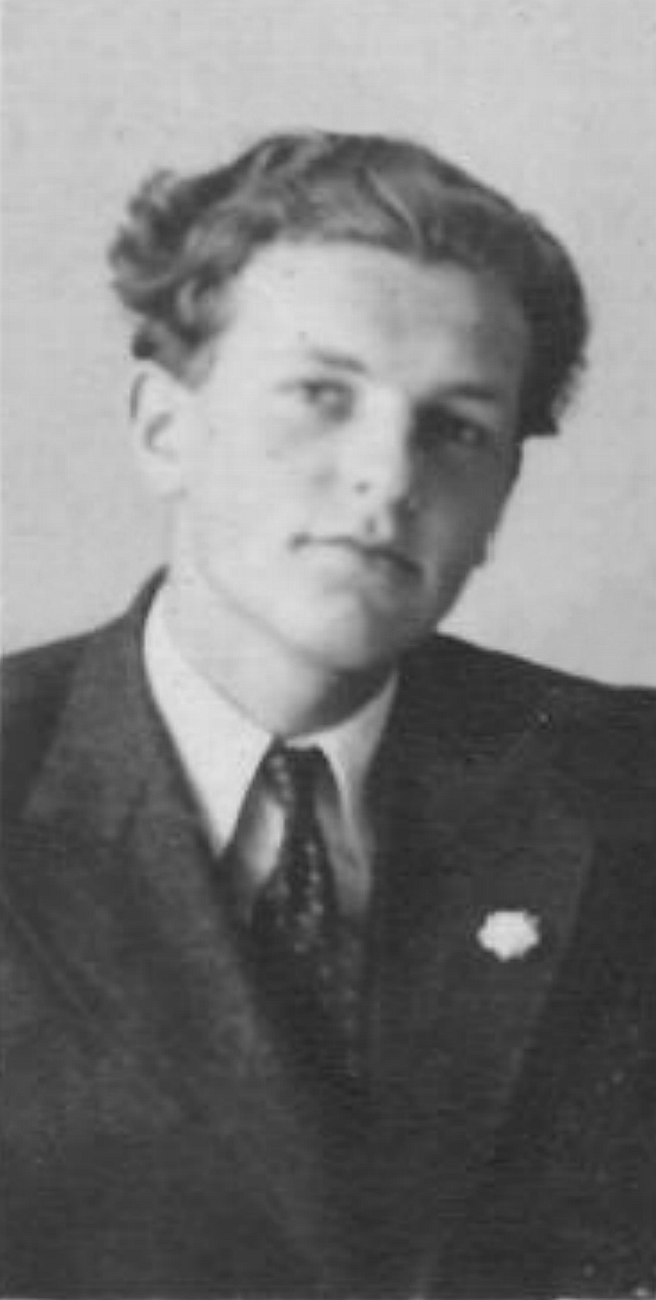
Karel Hiršl – vůdce odbojové skupiny Předvoj

Rozsáhlá odbojová činnost Předvoje nezůstala utajena gestapu, které mělo v té době řadu agentů i mezi odbojovým hnutím. (Někteří se dokonce vydávali i za parašutisty nebo zmocněnce partyzánských velitelů.) Prvním významným členem, který byl zatčen gestapem již v červnu 1943, byl Václav Dobiáš. Jeho výslechy neposkytly vyšetřovatelům žádné relevantní informace a Václav Dobiáš byl nakonec popraven v dubnu 1945. Velké tažení proti Předvoji gestapo zahájilo v létě 1944 a jeho cílem bylo odhalit, kdo organizaci vede. Při této zatýkací vlně byli zatčeni: Jiří Staněk, Karel Šmirous, Karel Hiršl, Radovan Richta, Antonín Růžek a sestry Želmíra a Nataša Kálalovy. Činnost Předvoje to narušilo, ale nezničilo. 
Zřejmě díky těmto Trachtovo „společenským mimikrům“ unikl začátkem srpna 1944 Trachta a skupina ilegalistů jím vedených rozsáhlému zatýkání na Strakonicku. Na podzim 1944 ale pronikli do blízkosti ústředí Předvoje konfidenti gestapa Zdeněk Fink a Nestor Holejko a v říjnu 1944 se tak gestapo s pomocí Zdeňka Finka a dalších konfidentů (např. Jaroslav Žícha) dostalo na stopu hlavní ilegální tiskárny Předvoje v Praze na Smíchově. Následně bylo zatčeno několika představitelů vedení Předvoje, takže na svobodě zůstal z původního vedení jen Jan Mojžíš a Edmund Trachta. 
Ve Zbrojovce ve Strakonicích se Trachtovi podařilo vytvořit rozvětvenou a dobře konspirovanou ilegální buňku. V jejím vedení byli vysoce kvalifikovaní pracovníci Adolf Sýkora, Alois Boltík a Václav Jimi, pro které bylo relativně snadné nalézt vhodné formy sabotáže, ale i cesty, jak si pomoci k získání ručních zbrani a nábojů. Tak mohl Trachta garantovat a později zajistit pro Prahu v určitém rozsahu pravidelné dodávky ručních zbrani, zejména pistolí. Tato souhra umožnila na sklonku roku 1944 uskutečnit postupné vyzbrojováni ilegálních pracovníků a jejich výcvik pod vedením kádrů z Národní revoluční armády.

Konfidenti gestapa
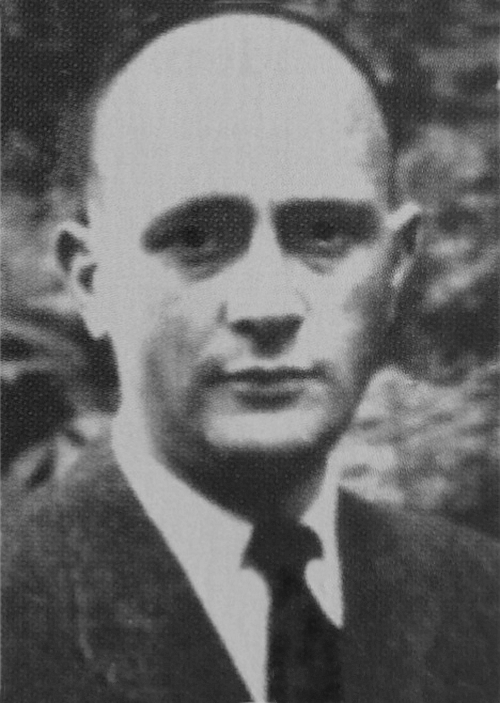
Zdeněk Fink
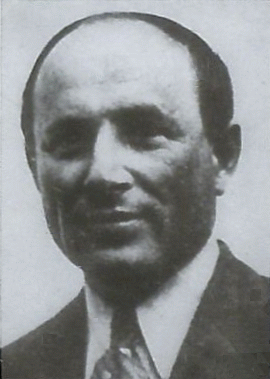
Nestor Holejko
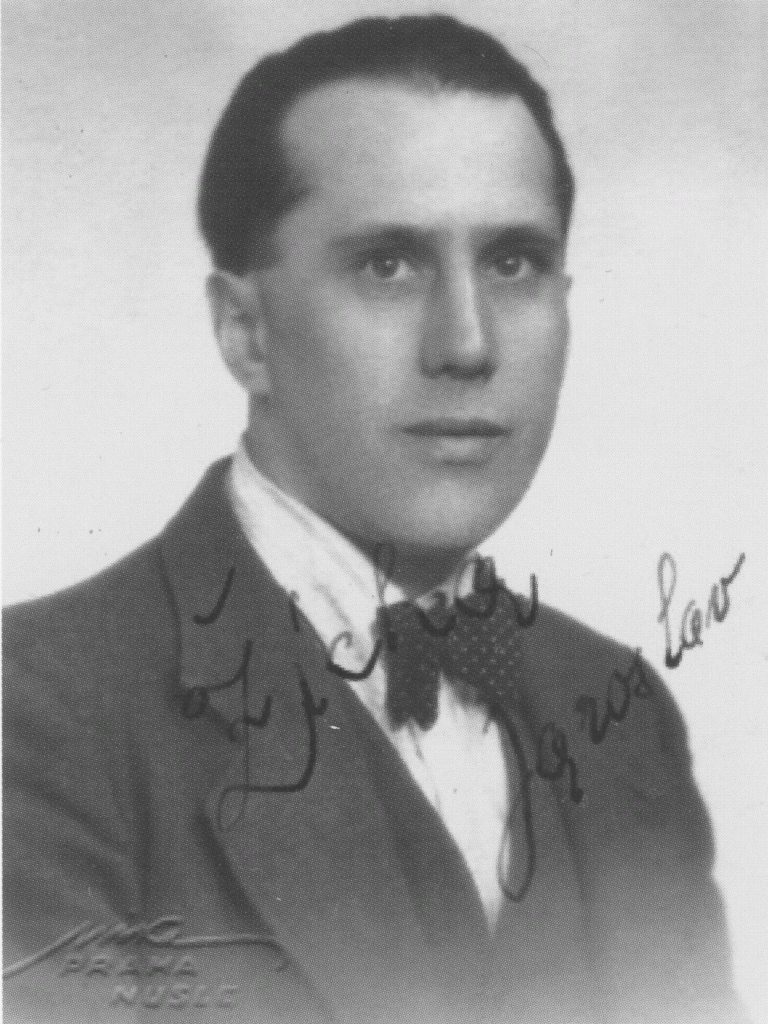
Jaroslav Žícha

#### Zatčení, výslechy, věznění,...
Dne 19. ledna 1945 byl Edmund Trachta přibližně uprostřed pražské ulice Ve Smečkách zatčen gestapem. Gestapo pokračovalo ve vyslýchání zatčených, stále hledalo vedoucí činitele. Uspělo až začátkem března 1945. 
Edmund Trachta byl po svém zatčení nejprve podroben zostřeným výslechům v pražském Petschkově paláci, následně vězněn v pankrácké věznici v Praze (byl držen v cele číslo 30; měl číslo vězně 33 373) a nakonec deportován 13. února 1945 do věznice gestapa v Malé pevnosti v Terezíně. Tady byl držen v cele číslo 44. ve IV. dvoře terezínské pevnosti. V Terezíně byl Edmund Trachta popraven zastřelením 2. května 1945. Těla 51 mladých levicově orientovaných odbojářů (popravených 2. května 1945) byla následně zpopelněna v litoměřickém krematoriu. Tento popel je dnes uložen pod tzv. hlavním pylonem na Národním hřbitově v Terezíně.

## Připomínky
- Pamětní deska ve Strakonicích na Velkém náměstí číslo 221 (vedle lékárny U Červeného hroznu nacházející se na domě na adrese: Na Stráži 222, 38601 Strakonice I, Česko) připomíná Karla Bučka a Edmunda Trachtu a to následujícím textem: Zde žili a pracovali / Karel Buček člen ilegálního okresního vedení KSČ narozený 26. 1. 1912, popravený 27. 10. 1942 v Mnichově / Edmund Trachta člen ilegálního vedení KSČ a odbojové organizace „Předvoj“ narozený / 4. 1. 1902, popravený 2. 5. 1945 v Terezíně // Čest jejich památce![16][17][18]
- Ulice Trachtova existuje od roku 1981 v pražských Košířích jako relativně krátká spojka mezi ulicemi Černochovou a Urbanovou.[4][19][p. 7]
- Ve Strakonicích existuje rovněž po něm pojmenovaná ulice Trachtova.[4]

Připomínky
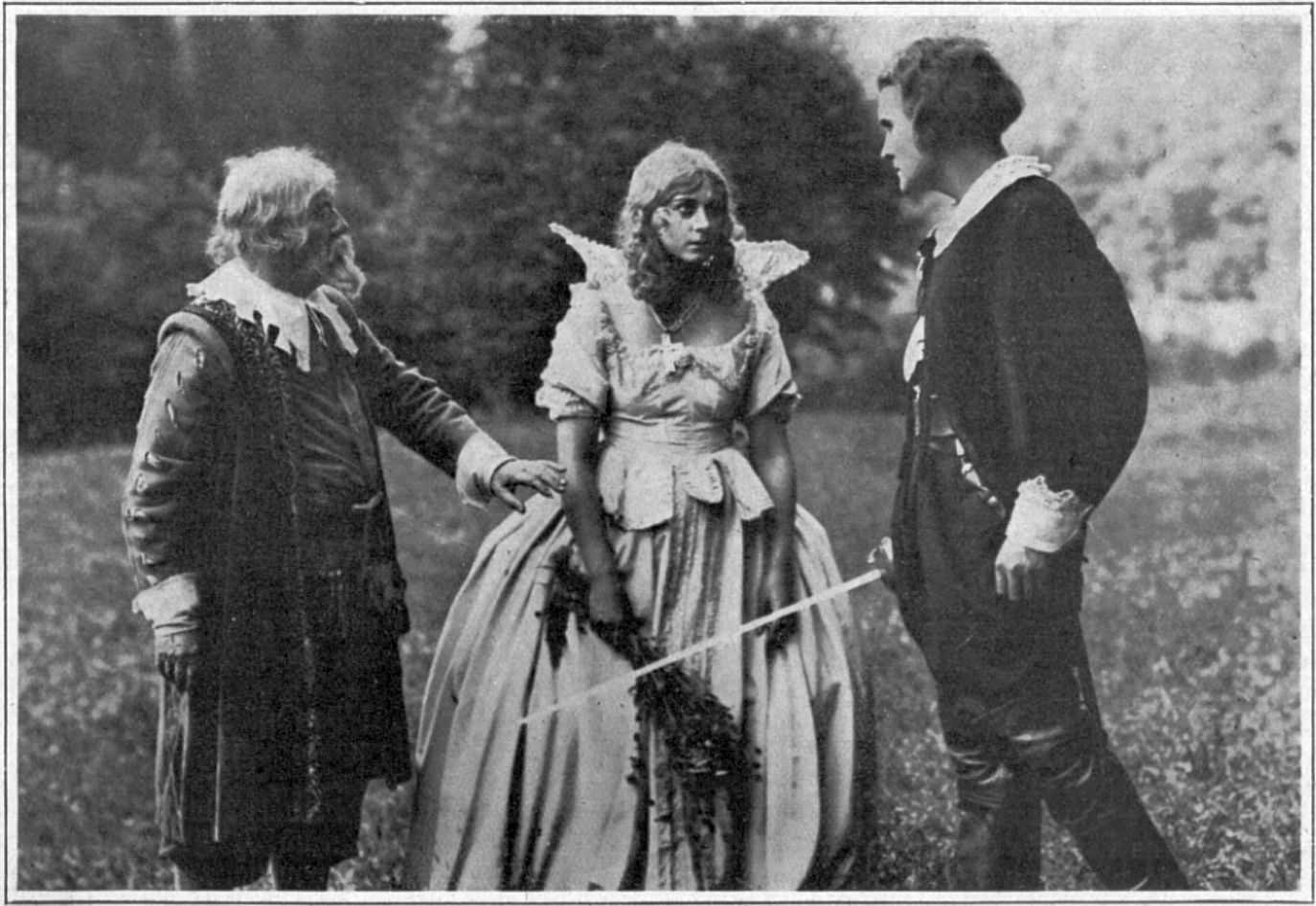
Záběr z pauzy při natáčení filmu Pražský kat (1927). Edmund Trachta stojí zcela vpravo
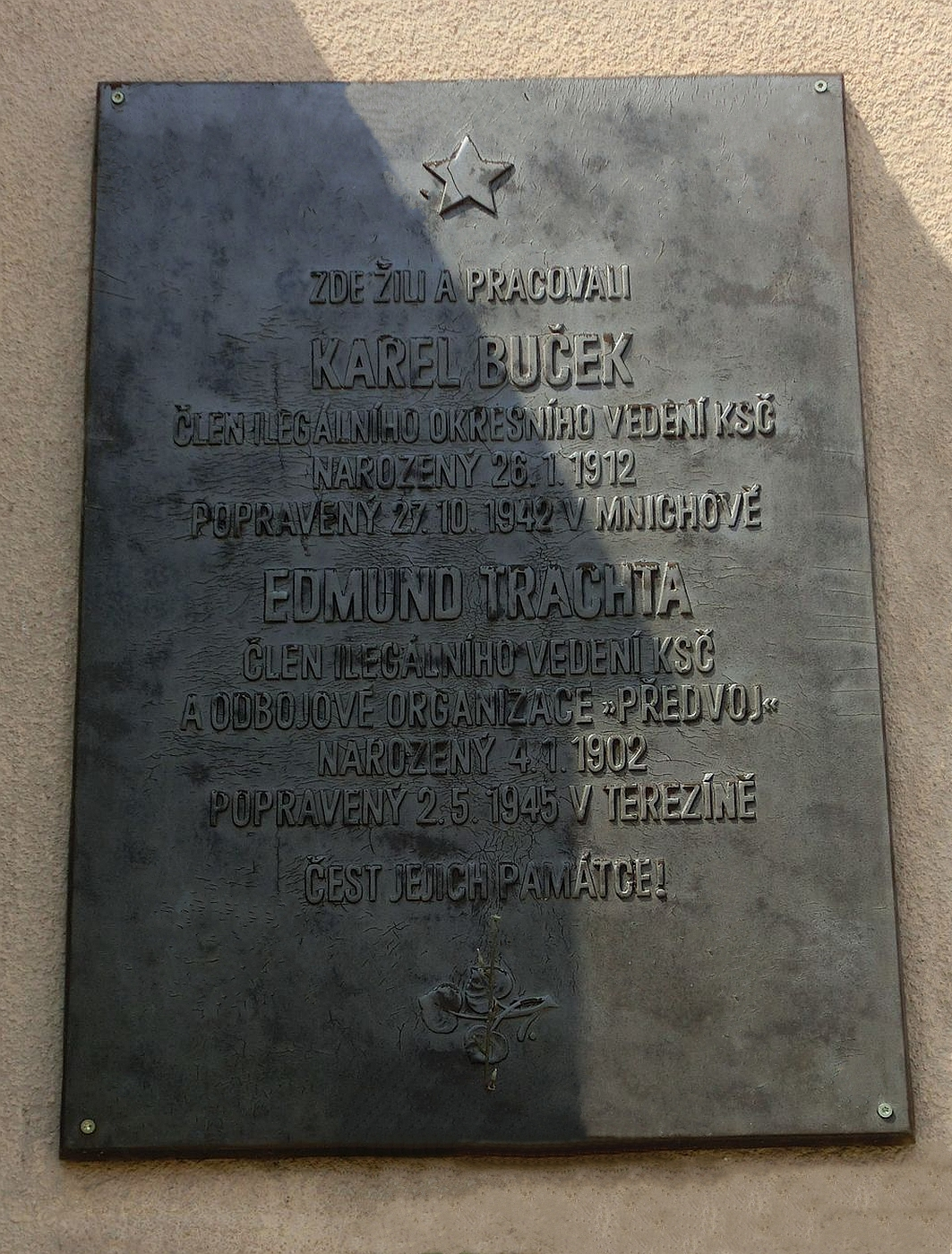
Pamětní deska ve Strakonicích
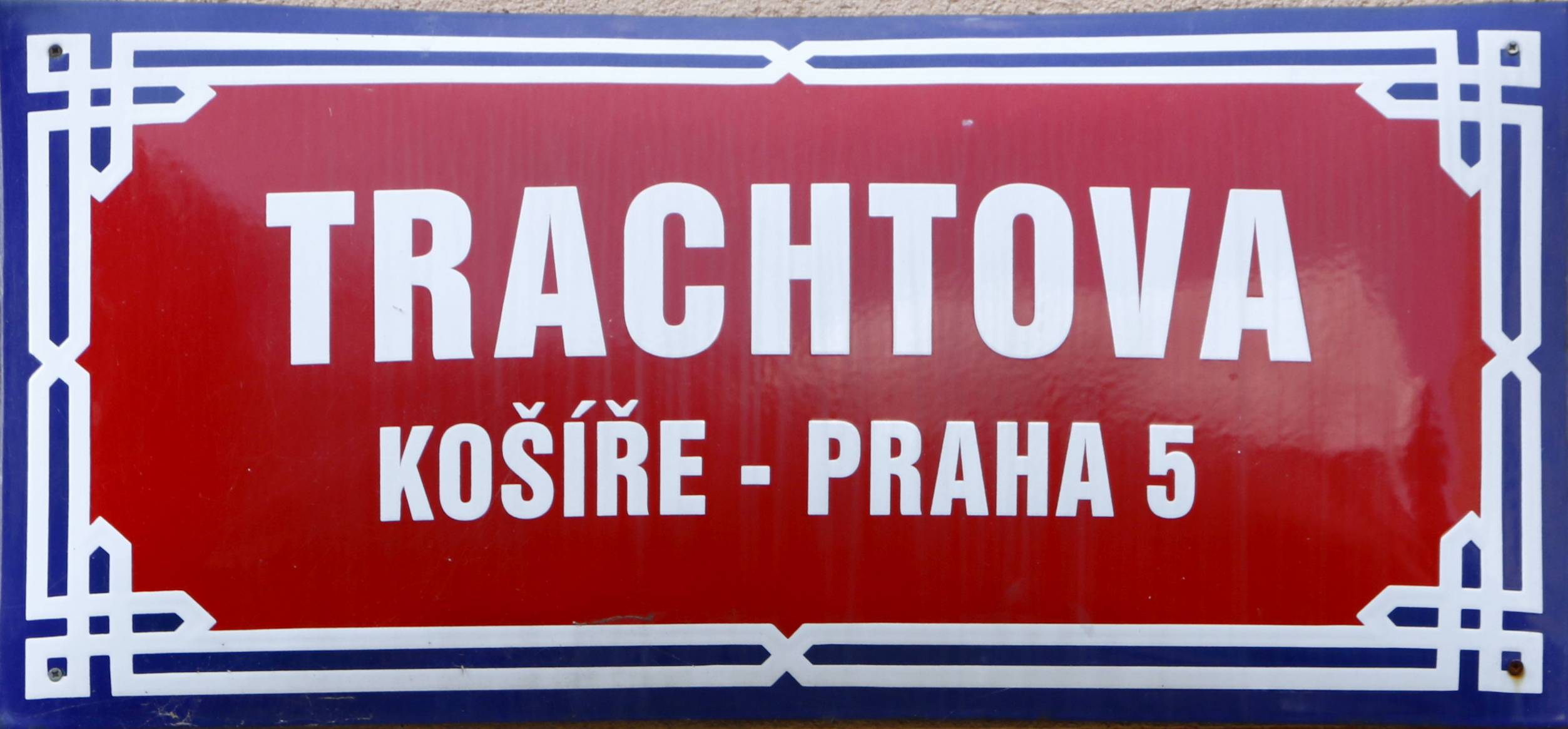
Trachtova ulice na Praze 5
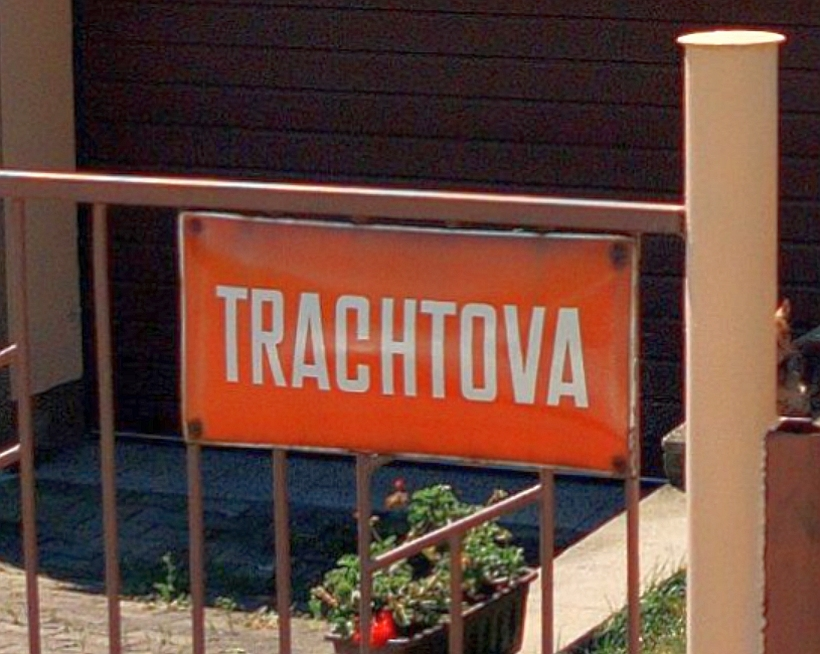
Trachtova ulice ve Strakonicích